# Beni Snous
Beni Snous là một đô thị thuộc tỉnh Tlemcen, Algérie. Dân số thời điểm năm 2002 là 10.888 người.